# آبشار استالیم فوسن
آبشار استالیم فوسن (به انگلیسی: Stalheimsfossen) آبشاری است که در Voss، نروژ واقع شده و ارتفاع کلی ریزشگاه آن ۱۲۶ متر (۴۱۳ فوت) است.